# متلازمة ماير
متلازمة ماير هو اضطراب وراثي نادر يورث بصورة سائدة. وهو ناتج عن طفرة في جين SMAD4.

## علم الجينات
سبب متلازمة ماير هو طفرة في جين SMAD4.  يقوم هذا الجين بتشفير أحد أكواد البروتين المسئولة عن هرومون النمو بيتا. يعتقد بعض العلماء أن حدوث طفرة في جين SMAD4 والذي يسبب متلازمة ماير يؤدي إلى تعطيل قدرة البروتين على الاتصال بصورة سليمة مع البرتينات الأخرى المتصلة في طريق الاتصالات. تقترح بعض الدراسات الأخرى أن حدوث الطفرة في هذا الجين يؤدي إلى بروتين غير مستقر والذي يبقى في الخلية لمدة أطول. التغير في ارتباط الجين أو وجوده قد يؤدي إلى اتصال غير طبيعي بين الخلايا مما يؤثر على العديد من أنظمة الجسم ويؤدي إلى أعراض متلازمة ماير.

## العلامات والأعراض
قد تختلف الأعراض السريرية ولكنها تشمل:
- تأخر في النمو
- بناء قوي للعضلات
- شذوذ في الهيكل العظمي
- تصلب المفاصل
- شكل مميز للوجه
- الصمم
- ضيق القصبة الهوائية
- تضيق الأبهر
- تضيق البواب

## تاريخيا
تم ذكر هذا الاضطراب لأول مرة في عام 1981.  يتشابه الاضطراب كثيرا مع متلازمة لابس كما أن سببهما واحد وهو طفرة في جين SMAD4 ولذا يعتقد البعض أنهما نفس المتلازمة
[بحاجة لمصدر]